# آماغو
آماغو (به ارمنی: Ամաղու) (به انگلیسی: Amaghu) یک روستا در ارمنستان است که در استان وایوتس‌جور واقع شده‌است. آماغو در  کیلومتری شمال یغگنادزور، مرکز استان وایوتس‌جور واقع شده است.

## خصوصیات
آماغو  نفر جمعیت دارد و در ارتفاع  متر بالاتر از سطح دریا قرار گرفته‌است.

## جاذبه‌های تاریخی

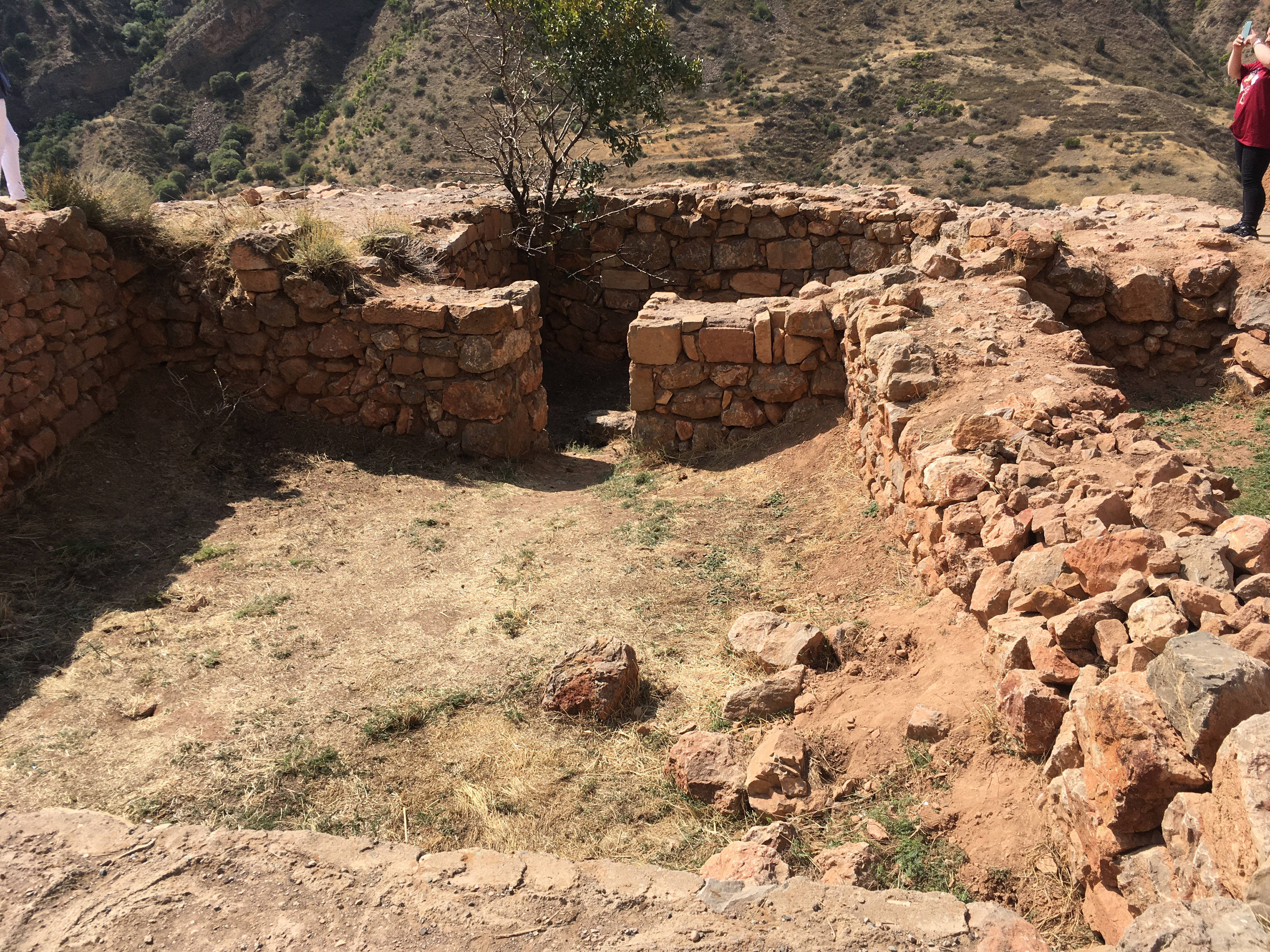
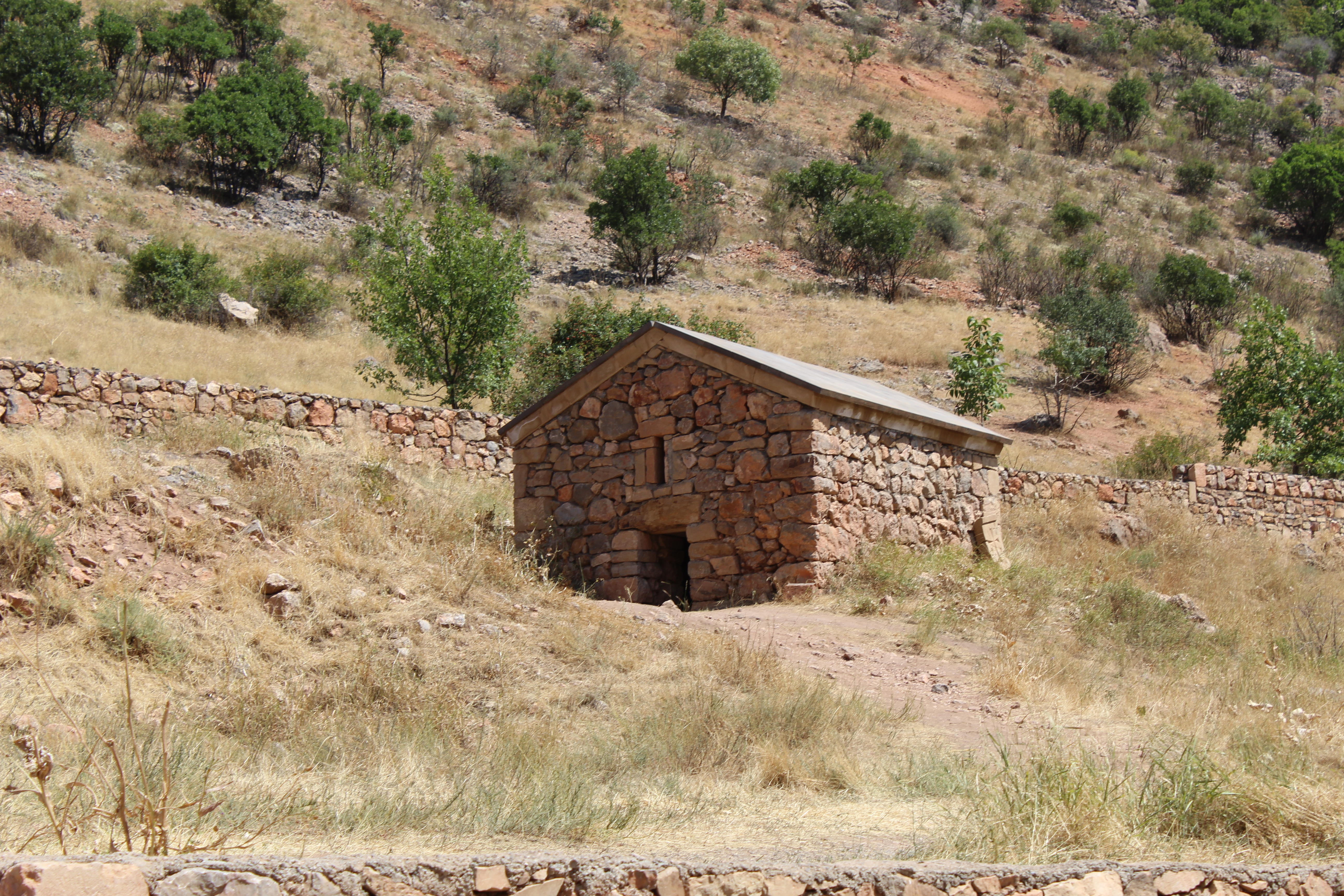
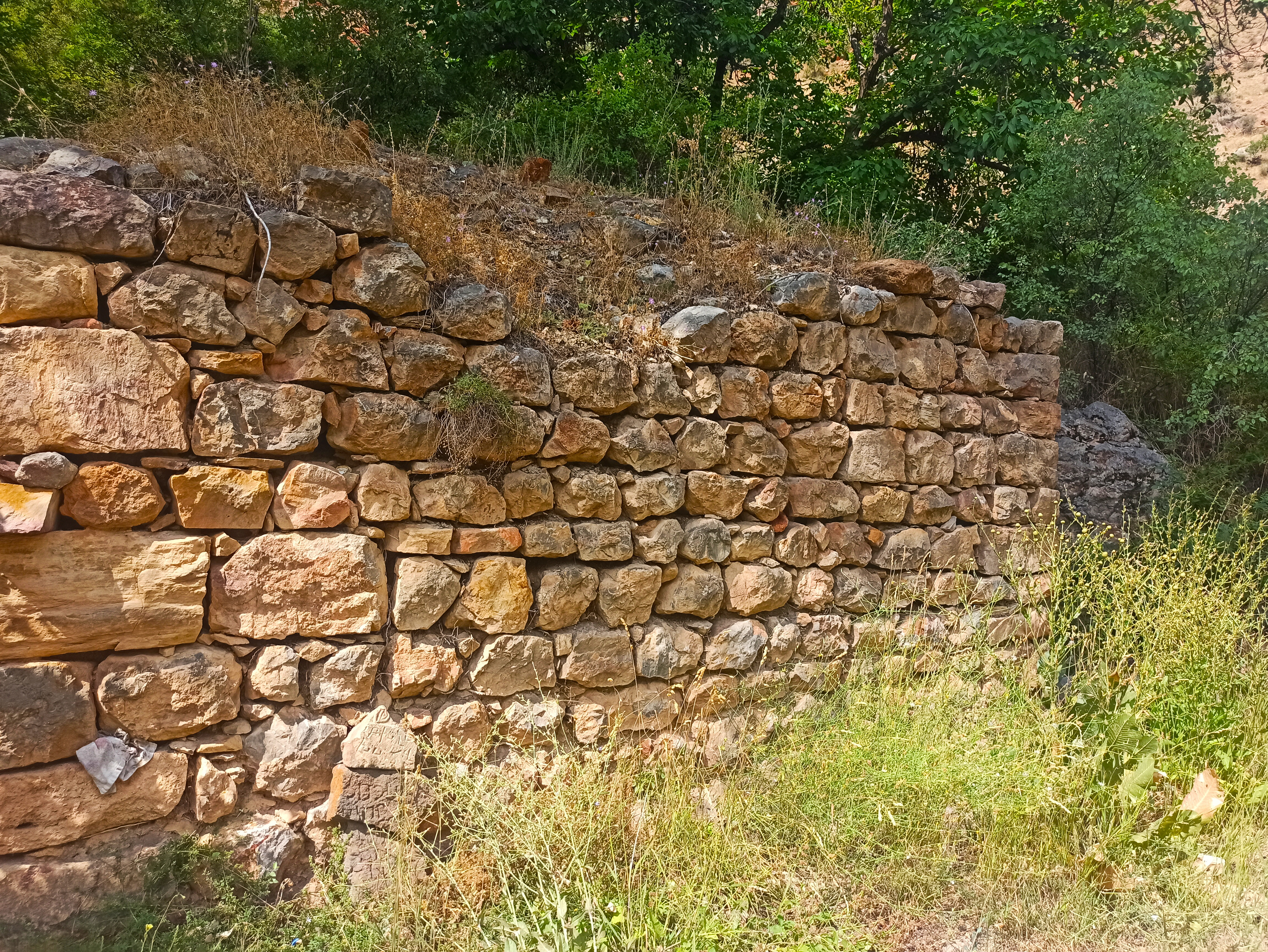
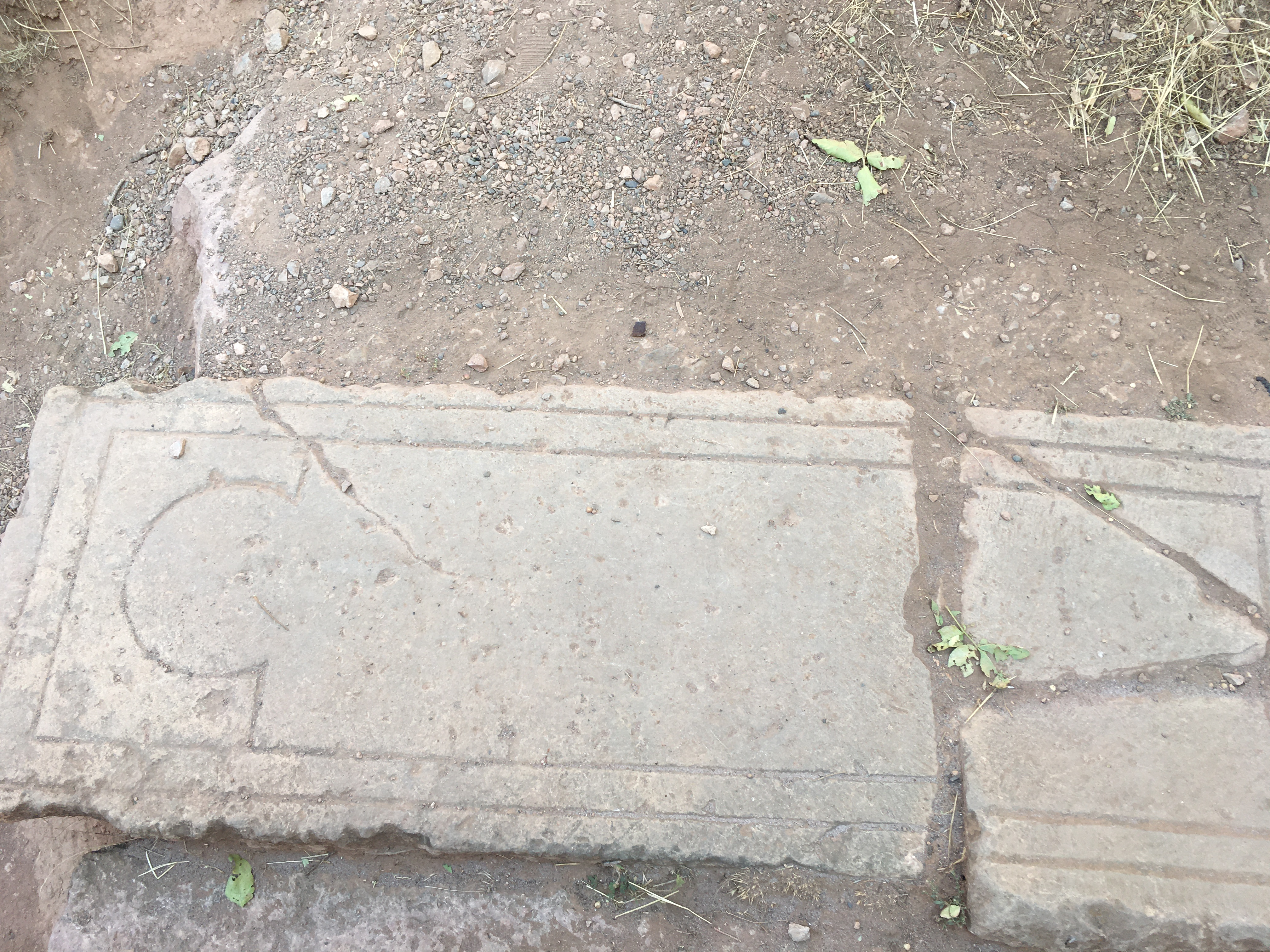
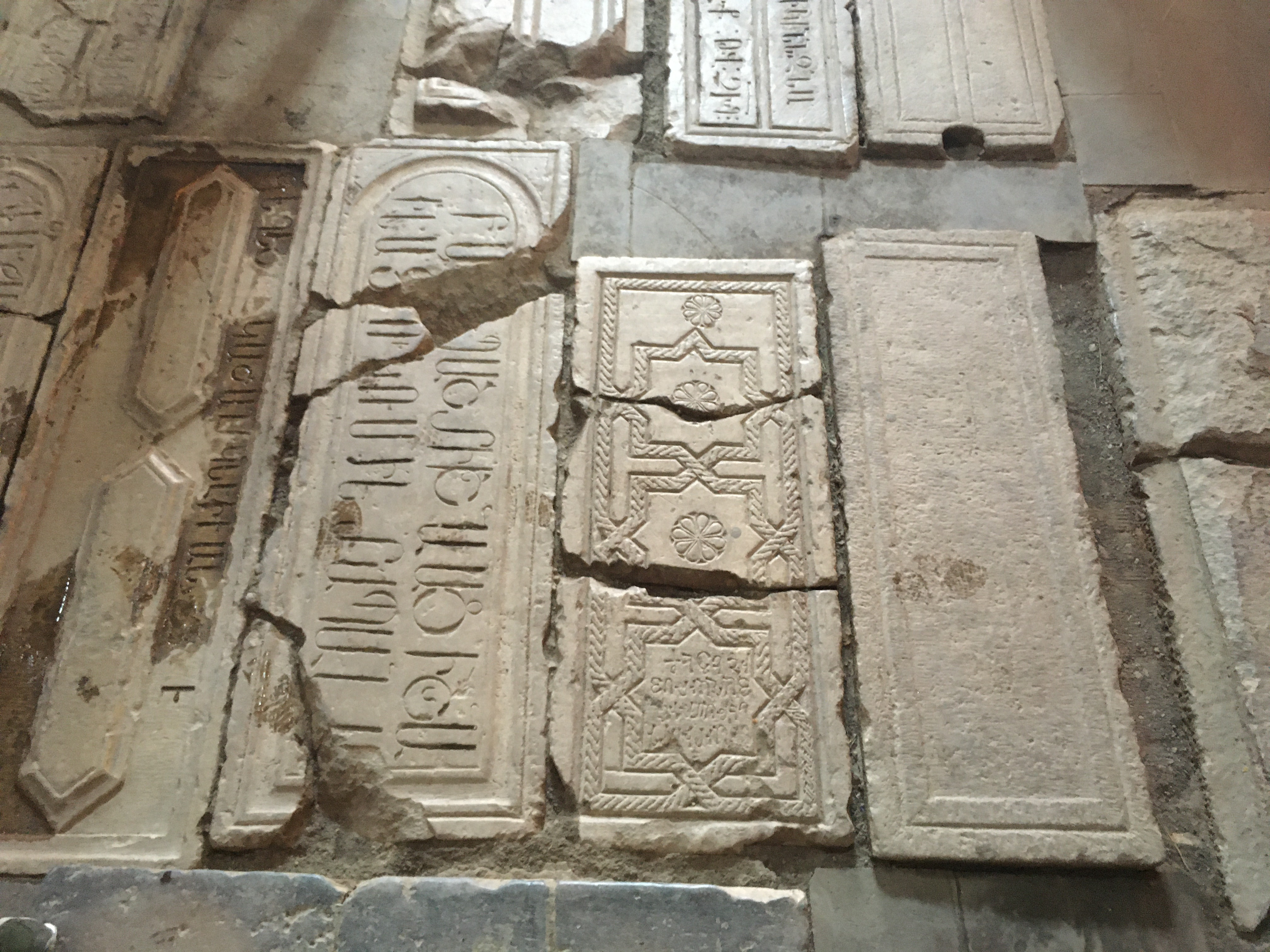